# タペストリー -you will meet yourself-
『タペストリー -you will meet yourself-』（タペストリー ユー・ウィル・ミート・ユアセルフ） は、2009年2月27日にlightから発売されたWindows用18禁恋愛アドベンチャーゲームである。

## 概要
余命少ない主人公とそれを知ったヒロインたちを描いた作品。末期患者という設定であるものの、闘病自体についてはほとんど描写されていないが、主人公の視点に加えてヒロインからの視点も踏まえた、残された時間をどう生きてどう未来に繋げたいのかを真摯に描かれている。タイトルのタペストリーとは主人公が編んだ手芸品であり、ストーリーによっては重要な意味を持ったものとして使われている。
シナリオはブルームハンドルの『秋のうららの 〜あかね色商店街〜』などを手がけた佐野晋一郎、音楽はlight作品の音楽を手がけるのは『さかしき人にみるこころ』以来、2作ぶりとなる樋口秀樹、原画は『Dies irae -Also sprach Zarathustra-』でデビューしたGユウスケが担当した。
ストーリーは構成上、どのルートも0話から10話までに分かれており、第0話は主人公が余命半年であることを匂わせるところまでで、選択肢による分岐は第1話からスタートとなる。攻略可能キャラクターは5人。
また、lightは本作で新システムとして「A・W・B・S（アクティブ・ワード・バルーンシステム）」を導入しており、登場人物の台詞が通常のアドベンチャーゲームのように画面下のウィンドウに表示されるのではなく、漫画のふきだしのような形で表示されるのが特徴である。

## ストーリー
手芸好きの主人公はじめは、手芸部の仲間たちと共にふざけ合いながらも楽しく過ごしていた。しかし、そんな生活に転機が訪れる。突然の昏倒、それに伴う短期の入院。そして、はじめに現代医療では治ることのない病気を抱えていたことが判明し、「余命半年」という逃れられない運命が突きつけられる。
みんなを悲しませたくない、笑顔のままでいたいと仲間たちに秘密にしたまま過ごそうとするはじめと、偶然にも病気のことを知ってしまいそれでも普段のとおりに接しようとする、ひかりたち手芸部の仲間。
限られた時間の中、それでも笑顔で過ごすために「今という永遠」を生きていく。

## 登場人物

### メインキャラクター
吾妻 はじめ（あずま はじめ）
声：皇帝
誕生日：7月4日。身長：172cm。体重：60kg。血液型：O型。
本作の主人公で2年生。手芸部唯一の男子部員である。成績面でも運動面でも特に突出しているところは無いという、どこにでもいるような少年。手芸好きな父親の影響もあり、自身も手芸を趣味としている。その手芸に関してはまさにプロ級の腕前を持ち、いとも簡単に物を作ることができる。性格はお世辞にも真面目とは言えず、いい加減でお調子者だが、意外と仲間思いな性格で、いざという時は部員のために自分から行動を起こすこともある。「変異性劇症膠原病」という難病に罹患し、余命半年の宣告を受けているが、「最後まで笑顔でいたい」という意思もあり、両親にも口止めをしたうえで、手芸部員にはその事実を話さないようにしている。
実家は「マナ」という手芸喫茶店を経営している。
潮見 ひかり（しおみ ひかり）
声：戸沼ゆず
誕生日：7月6日。身長：154cm。体重：48kg。血液型：B型。3サイズ：84/58/83。
はじめの幼馴染で、本作のメインヒロイン。はじめのことを「はじめちゃん」と呼んでいる。
両親とも学者で世界中を飛び回っておりほとんど家にいないため、よくはじめの家で食事するなど、家族同然の付き合いをしている。自身の朝食だけでは足らず、はじめの朝食まで食べてしまうほどの大食い。また、あんこ類（特にこしあん）には目がなく、あんこがらみの料理を「マナ」のメニューに加えようとしたり、実際にその料理を作ってしまうなど、そのエピソードは枚挙に暇がない。手芸部の一員であるが、なぜ手芸部に入ったのか疑問になるほど、手先はかなり不器用。幼少時代からはじめに思いを寄せている。
手芸部のメンバーの中で、はじめが不治の病に侵されている事実を最初に知った人物。
羽鳥 詩（はとり うた）
声：風音
誕生日：9月6日。身長：157cm。体重：50kg。血液型：A型。3サイズ：92/58/88。
はじめのクラスメイトで、手芸部員。ひかりとは親友で、よく行動を共にしている（ひかりからは「うっちゃん」と呼ばれる）。
良家のお嬢様で、良くも悪くもマイペースな性格。成績優秀でなんでもそつなくこなすが、運動だけは苦手。また音楽に関してかなり造詣があり、幼少時代から習っているヴァイオリンの腕はかなりのもので、ほぼ毎日レッスンや練習を欠かせない。スタイルはかなり良く、他の部員の羨望の的となっている（特に遥海は「タイミングがあればその胸を揉みしだきたい」旨の発言をしている）。ひかりと同様にはじめへの恋心を抱いているが、ひかりのはじめへの想いを知っているだけに、その思いを言えずにいる。
茅野 美那（かやの みな）
声：青山ゆかり
誕生日：11月15日。身長：149cm。体重：40kg。血液型：O型。3サイズ：75/54/74。
はじめのクラスメイト。手芸部員でありながら、学生自治会（生徒会に該当）にも所属している。一見かなりの美少女である容姿に反し、かなり真面目で堅物な性格。はじめ、ひかり、遥海などクセの強い手芸部員をまとめられる唯一の常識人であり、後述の遥海よりむしろ彼女の方が部長の立ち位置にいる。口よりも先に手が出るタイプで、特に手芸の腕は確かでありながら、活動に積極的でないはじめには容赦なくキックを浴びせる。しかしその反面、何だかんだ言いながらも仲間思いな性格であるはじめを信頼していると思われるフシもある、いわゆるツンデレな性格。成績は優秀で、運動もある程度こなせるが、それをキープするために血のにじむような努力をしている。
桜井 紗希（さくらい さき）
声：水霧けいと
誕生日：5月20日。身長：147cm。体重：38kg。血液型：A型。3サイズ：74/57/72。
手芸部唯一の後輩部員。しかし実際はひかりと並んで手先は不器用で、謎の手芸物を作ることもしばしば。遥海と並ぶ手芸部のトラブルメーカーとされてはいる（ただし、本人に悪意は無い）ものの、いつでも明るく笑顔を絶やさない性格や、愛らしい容姿もあいまってか、特にはじめや遥海などから可愛がられている。その他にも、母子家庭で家計を助けるべくアルバイトにも奔走する苦労人。運動神経は抜群で、手芸部員でありながら運動部の助っ人としても奔走しているが、はじめが新入生歓迎会で作品を作ったところを見て、いとも簡単に手芸で物を作るはじめに尊敬の念を抱いたこともあり、手芸部に所属している。
真里谷 遥海（まりやつ はるみ）
声：かわしまりの
誕生日：2月17日。身長：170cm。体重：48kg。血液型：AB型。3サイズ：77/60/80。
はじめたちの先輩で、手芸部の部長。部長ではあるが、手芸自体をしたことは全くない。「面白いこと」が好きで、彼女が部長なのは彼女が面白半分とはいえ、手芸部を建て直した経緯もあってのこと。常日頃から、「ちょっと散歩してくる」と言っては年中海外のあちこちを飛び回っているため、成績は優秀でありながら、その放浪癖から授業や手芸部にはあまり出ていない。また、海外へ飛び回った時の土産などは大概、部室に転がっている。一見いい加減そうだが、時折鋭い発言をしたりする。身長の割に胸が小さいことをコンプレックスにしている。また、はじめの実家である「マナ」で唯一のアルバイト店員でもある。
とある事情から一人暮らしをしており、彼女が下宿しているマンションの部屋はトラップ小屋になっている。

### サブキャラクター
上総 真司（かずさ しんじ）
声：空乃太陽
誕生日：6月3日。身長：177cm。体重：68kg。血液型：B型。
はじめの親友。はじめ、ひかり、幾人は幼馴染。はじめとセットでいることが多い。かなりの巨乳好きであり、ところかまわず巨乳を見つけるとテンションが大きく上がる。それゆえ、詩に恋心を寄せている。スポーツ万能であり、テニス部に所属しているが、はじめたちとつるむため（大概は詩目当て）に手芸部によく出入りする。意外と容姿もよく、明るい性格ではあるが、少ししゃべると様々な意味でボロが出てしまうため、未だに彼女はいない。
清川 幾人（きよかわ いくと）
声：平井達矢
誕生日：1月8日。身長：179cm。体重：61kg。血液型：A型。
学生自治会の会長。はじめ、ひかり、真司は幼馴染。成績優秀で容姿もよく、学園内の女子に人気がある。情に流されず頑固で素直になれない性格ゆえ、性格が相反するはじめとは対立しがち。ただ、それは幼少時代にはじめから受けた仕打ちに対する私怨であるが、基本的には人が良いためにそこまではじめに対して悪い感情を抱いていない面もある。ひかりに思いを寄せている。
吾妻 晋平（あずま しんぺい）
声：青島刃
誕生日：5月30日。身長：185cm。体重：78kg。血液型：B型。
はじめの父で、マナの店長。手芸の腕は天下一品で、はじめにもいい意味で影響を与えた。かなり温厚な性格で、はじめは一度も怒られたことは無い。妻である陽子を愛している。
吾妻 陽子（あずま ようこ）
声：桜坂かい
誕生日：3月18日。身長：168cm。体重：55kg。血液型：O型。3サイズ：100/58/89。
はじめの母で、晋平の妻。常に明るい性格ではあるが、息子のはじめ曰く「元ヤンキー」らしく、その名残からか怒ると口が悪くなるだけでなく、鉄拳も飛ぶ。「マナ」では料理の方を担当する。

## 製作スタッフ
- 原画：Gユウスケ
- シナリオ：佐野晋一郎
- 音楽：樋口秀樹
- ヴォーカル：WHITE-LIPS、凛

## 主題歌・音楽
オープニングテーマ「ピースワーク」
作詞・作曲：樋口秀樹 / 歌：凛
挿入歌「片思い日記帳」
作詞・作曲：樋口秀樹 / 歌：WHITE-LIPS
エンディングテーマ「ふたり」
作詞・作曲：樋口秀樹 / 歌：凛